# 準工業地域
準工業地域（じゅんこうぎょうちいき）は、都市計画法による用途地域の一つで、主に環境悪化の恐れのない工業の利便を図る地域。住宅や商店など多様な用途の建物が建てられる用途地域である。これは旧法（1919年=大正8年）の規定で、保留地域（住・商・工のいずれの性格にも該当しない地域）だったものの多くが、1951年（昭和26年）に準工業地域へ移行したからである。国土交通省の「都市計画運用指針」（2019年）では、「住宅等の混在を排除することが困難又は不適当と認められる工業地」を例として挙げている。
準工業地域の面積が最も大きい都道府県は大阪府（16,744.5ヘクタール）で、北海道、東京都、愛知県、福岡県がそれに続く。南部大阪都市計画区域では住・商・工の混在した土地利用が多く、商業系が拡大する傾向がある。

## 用途制限
用途地域による用途の制限（用途制限）に関する規制は、主に建築基準法令の規定による。以下、特記ない面積の数字については床面積の合計、階数については当該用途部分の階数について言う。
- 住宅、共同住宅、寄宿舎、下宿 - ○
- 兼用住宅 - 用途については住宅部分・店舗部分はそれぞれ別個として扱われる
- 店舗等 - ○
- 事務所等 - ○
- ホテル（ラブホテル類を除く）・旅館 - ○
- 遊戯施設・風俗施設 - ○
  - マージャン屋、パチンコ屋、射的場等、勝馬投票券発売所、場外車券売場等 - ○
  - カラオケボックス等 - ○
  - 劇場、映画館、演芸場、観覧場 - ○
  - キャバレー、料理店（接待を主とするもの）、ナイトクラブ、ダンスホール等 - ○
  - 風俗営業に係る公衆浴場等、ヌードスタジオ、のぞき劇場、ストリップ劇場、ラブホテル類、専ら性的な写真・物品等の販売店等 - ×
- 展示場等 - ○
- 運動施設 - ○
- 公共施設・病院・学校等 - ○
- 車庫・倉庫等 - ○　（危険物の貯蔵は下記参照）
  - 自動車車庫 - ○
  - 倉庫業を営む倉庫 - ○
  - 畜舎 - ○
- 工場
  - 火薬類取締法の火薬類（玩具煙火を除く。）の製造 - ×
  - 消防法で定める危険物の製造 - ×
  - マツチの製造 - ×
  - ニトロセルロース製品の製造 - ×
  - ビスコース製品、アセテートの製造 - ×
  - 銅アンモニアレーヨンの製造（液化アンモニアガス及び濃度が30%超のアンモニア水のいずれも用いないものを除く） - ×
  - 合成染料、その中間物、顔料、塗料の製造（漆又は水性塗料の製造を除く。） - ×
  - ゴム製品・芳香油の製造（引火性溶剤を用いるもの） - ×
  - 擬革紙布・防水紙布の製造（乾燥油・引火性溶剤を用いるもの） - ×
  - 木材を原料とする活性炭の製造（水蒸気法によるものを除く。） - ×
  - 石炭ガス類、コークスの製造 - ×
  - 可燃性ガスの製造（アセチレンガスの製造、又はガス事業法の一般ガス事業又は簡易ガス事業によるものを除く。） - ×
  - 圧縮ガス又は液化ガスの製造（製氷・冷凍用、自動車のエンジンの燃料用の圧縮天然ガス、又は自動車の燃料電池又はエンジンの燃料用の圧縮水素を法令の基準に適合する設備で製造するものを除く） - ×
  - 塩素、臭素、ヨード、硫黄、塩化硫黄、弗化水素酸、塩酸、硝酸、硫酸、燐酸、苛性カリ、苛性ソーダ、アンモニア水、炭酸カリ、せんたくソーダ、ソーダ灰、さらし粉、次硝酸蒼鉛、亜硫酸塩類、チオ硫酸塩類、砒素化合物、鉛化合物、バリウム化合物、銅化合物、水銀化合物、シヤン化合物、クロールズルホン酸、クロロホルム、四塩化炭素、ホルマリン、ズルホナール、グリセリン、イヒチオールズルホン酸アンモン、酢酸、石炭酸、安息香酸、タンニン酸、アセトアニリド、アスピリン、グアヤコールの製造 - ×
  - たんぱく質の加水分解による製品の製造 - ×
  - 油脂の採取、硬化又は加熱加工（化粧品の製造を除く。） - ×
  - ファクチス、合成樹脂、合成ゴム維の製造 - ×
  - 合成繊維の製造（法令で指定する物質を原料とするもの、又は法令で指定する工程によるものを除く） - ×
  - 肥料の製造 - ×
  - 製紙（手すき紙の製造を除く。）、パルプの製造 - ×
  - 製革、にかわの製造、毛皮若しくは骨の精製 - ×
  - アスフアルトの精製 - ×
  - アスフアルト、コールタール、木タール、石油蒸溜産物又はその残渣を原料とする製造 - ×
  - セメント、石膏、消石灰、生石灰、カーバイドの製造 - ×
  - 金属の溶融・精練（ルツボ又は釜を使用し容量が50リットル以下のもの、又は活字・金属工芸品の製造を除く。） - ×
  - 炭素・黒鉛製品の製造（炭素粉を原料とするもの）、黒鉛の粉砕 - ×
  - 金属厚板・形鋼の工作で原動機を使用するはつり作業（グラインダーを用いるものを除く。） - ×
  - びよう打作業・孔埋作業を伴うもの - ×
  - 鉄釘類又は鋼球の製造 - ×
  - 金属の圧延（伸線、伸管、ロールを用いる原動機出力総計が4kW超のもの） - ×
  - 金属の鍛造（鍛造機を使用するものに限る。スプリングハンマー、スエージングマシン、ロールを使用するものを除く。） - ×
  - 医薬品の製造（動物の臓器・排泄物を原料とするもの） - ×
  - 石綿を含有する製品の製造、粉砕 - ×
  - 自動車修理場 - ○
  - 準工業地域における建築基準法法令で定める量を超える危険物の貯蔵・処理 - ×
- 建築物附属物 - 単独建築物として扱われる
- 特定行政庁が用途地域における安全上若しくは防火上の危険の度若しくは衛生上の有害の度が低いと認め、又は公益上やむを得ないと認めて許可したもの - ○
- 卸売市場、火葬場、と畜場、汚物処理場、ごみ焼却場等 - 都市計画区域内においては都市計画決定が必要

### 他制度との併用による規制
多種多様な建物の立地が認められているが、滋賀県草津市では住居系の開発を原則として認めていない。
内閣総理大臣が三大都市圏および政令指定都市以外の都市の中心市街地活性化基本計画を認定するには、特別用途地区等を活用して、準工業地域での大規模集客施設（床面積1万平方メートル以上の店舗・映画館・アミューズメント施設・展示場等）の立地制限が導入されている必要がある。地方都市では大規模集客施設が準工業地域に立地すると、中心市街地の活性化に大きな影響を与えるためである。

## 建ぺい率
50%、60%、70％、80%のいずれかに都市計画で決定

## 容積率
100%、150%、200%、300%、400%、500%のいずれかに都市計画で決定